# Gryfino (district)
Gryfino (powiat gryfiński) is een Pools district (powiat) in de woiwodschap West-Pommeren. De oppervlakte bedraagt 1869,54 km², het inwonertal 83.688 (2014).

## Steden
- Cedynia (Zehden)
- Chojna (Königsberg in der Neumark)
- Gryfino (Greifenhagen)
- Mieszkowice (Bärwalde in der Neumark)
- Moryń (Mohrin)
- Trzcińsko Zdrój (Bad Schönfließ)

Stadsdistricten: Szczecin · Koszalin · Świnoujście

Districten:
Białogard · Choszczno · Drawsko Pomorskie · Goleniów · Gryfice · Gryfino · Kamień · Kołobrzeg · Koszalin · Łobez · Myślibórz · Police · Pyrzyce · Sławno · Stargard · Szczecinek · Świdwin · Wałcz

Grootste steden:
Białogard · Goleniów · Gryfino · Kołobrzeg · Koszalin · Police · Stargard · Świnoujście · Szczecin · Szczecinek · Wałcz